# Іванов Федір Іванович
Федір Іванович Іванов (нар. 27 грудня 1898, село Давидково Владимирської губернії, тепер Родніковського району Івановської області, Російська Федерація — розстріляний 15 вересня 1937, місто Москва, Російська Федерація) — радянський партійний діяч, 1-й секретар Луганського міськкому КП(б)У, 1-й секретар Макіївського райкому КП(б)У Донецької області, 1-й секретар Ярославського міськкому ВКП(б). Член ЦК КП(б)У в січні 1934 — січні 1937 року.

## Біографія
Освіта середня.
Член РКП(б) з 1919 року.
Перебував на відповідальній партійній роботі.
16 липня 1932 — 18 лютого 1934 року — 1-й секретар Луганського міського комітету КП(б)У Донецької області.
З лютого 1934 року — 1-й секретар Макіївського районного комітету КП(б)У Донецької області.
З травня 1936 по квітень 1937 року — 1-й секретар Ярославського міського комітету ВКП(б).
У квітні — червні 1937 року — директор Красавинського льонокомбінату Великоустюгського району Північної області.
27 червня 1937 року заарештований органами НКВС. Засуджений Воєнною колегією Верховного суду СРСР 15 вересня 1937 року до страти, розстріляний того ж дня. Похований на Донському цвинтарі Москви.
19 липня 1957 року посмертно реабілітований.